# Presión radical
La presión radical es una acción que ocurre en el interior de la raíz de una planta. Durante este proceso, el agua que penetra en la raíz a través de los pelos absorbentes produce un aumento en la presión del interior de los conductos del xilema.
Esto sucede cuando las sales minerales se acumulan en el xilema, lo que determina la penetración en la planta. Una de las consecuencias de la presencia de endodermis en la raíz es la existencia de presión radical, que se genera en el xilema de la raíz y empuja el agua verticalmente hacia arriba. 
Cuando la transpiración es muy reducida o nula, como ocurre durante la noche, las células de la raíz pueden aún secretar iones dentro del xilema. Dado que los tejidos vasculares en la raíz esta rodeados por la endodermis, los iones no tienden a salir del xilema. De esta manera, el aumento de concentración dentro del xilema causa una disminución del potencial hídrico del mismo, y el agua se desplaza hacia dentro del xilema por ósmosis, desde las células circundantes. Se crea a sí una presión positiva llamada “presión de raíz” (presión radical), que fuerza al agua y a los iones disueltos a subir por el xilema hacia arriba.
La presión radical es menos efectiva durante el día, cuando el movimiento de agua a través de la planta es más rápido, debido a la transpiración. Gracias a la presión radical y a la transpiración, el agua (H2O) sube a lo largo de toda la planta.

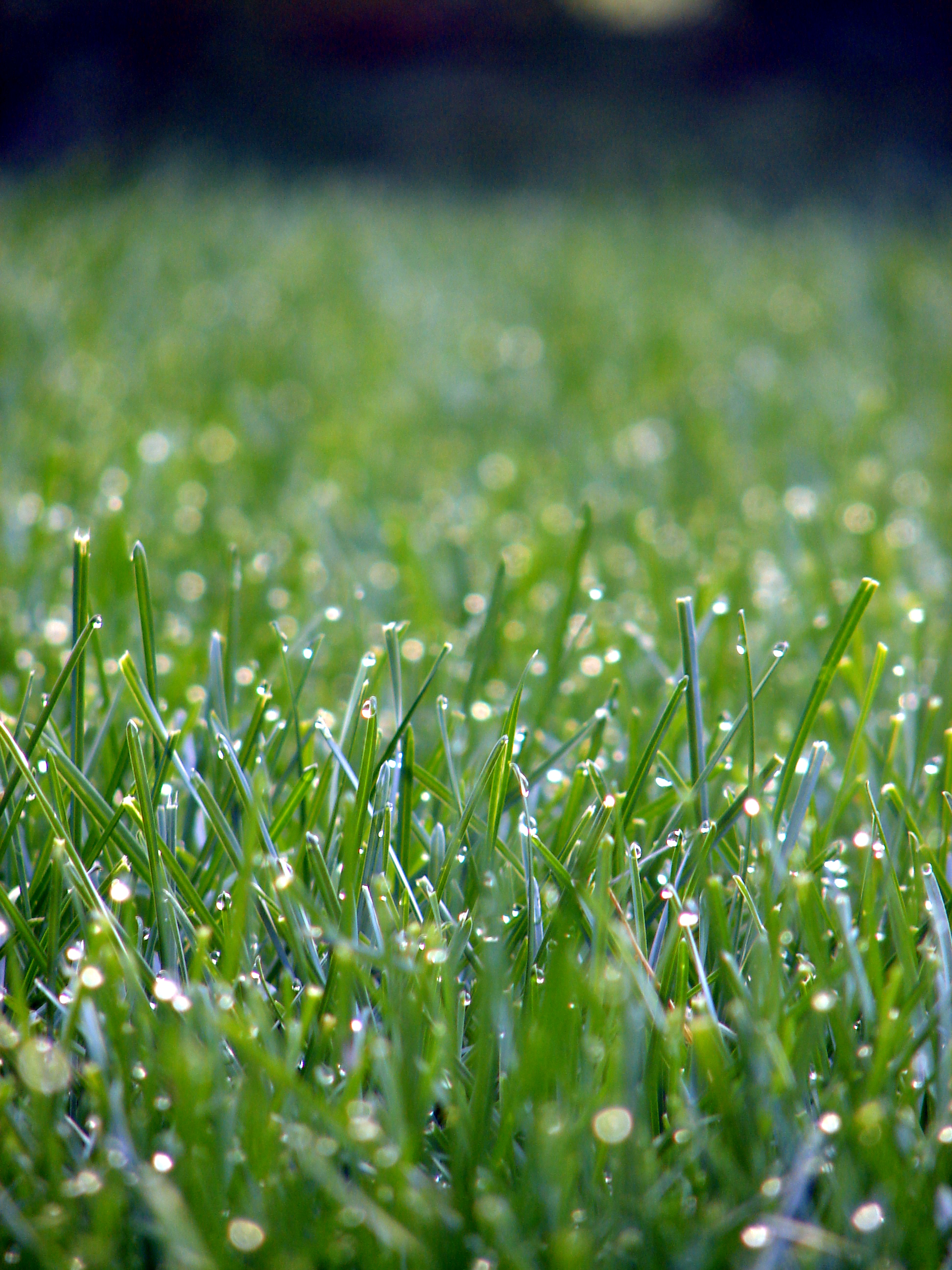
Césped con rocío por la mañana.

Aparece, en casi todas las plantas, pero únicamente en presencia  de una humedad abundante en el suelo y el aire (transpiración baja). Cuando se exponen a atmósferas relativamente secas, a suelos con escasa humedad, no se producen presiones radicales, porque el agua que contienen en sus tallos se encuentra bajo tensión, más que bajo presión.
En las coníferas no se encuentran presiones radicales bajo ninguna circunstancia, las velocidades de desplazamiento debidas a la presión radical son demasiado lentas como para explicar el desplazamiento total de agua (savia bruta) en los árboles de gran tamaño (solo en algunas plantas), no debe considerarse la presión radical como el único mecanismo de desplazamiento de agua.
Las plantas que generan presión radical suelen presentar gotitas de líquido en los bordes de las hojas, un fenómeno conocido como gutación. La presión positiva del xilema provoca la exudación del líquido xilemático a través de poros especializados llamados hidátodos, estructuras que están asociadas a los extremos de los nervios en el margen de la hoja. Las gotas de rocío no se deben confundir con el fenómeno de gutación. La gutación es más evidente cuando cesa la transpiración y la humedad relativa es alta, tal como ocurre por la noche. 